# Elsebeth Reingaard
Elsebeth Reingaard, född 16 september 1947 i Köpenhamn, död där 23 maj 2004, var en dansk skådespelare, fotomodell och mannekäng.
Hon arbetade åren 1962–1966 som fotomodell och mannekäng i Tyskland, Danmark och Frankrike innan hon blev skådespelare. Hon debuterade 1964 i Paradis retur, för vilken hon mottog Kulturministeriets debutantpris. Hon scendebuterade 1965 vid Comediehuset. Fram till 1972 medverkade hon i sammanlagt tolv film- och TV-produktioner, däribland Naboerne (1966), Still dagar i Clichy (1970) och Deadline (1971).
Elsebeth Raingaard var dotter till Jørgen Reingaard och K-M Reingaard, född Silcowitz. Hon var syster till skådespelarna Sisse Reingaard och Gitte Reingaard. Elsebeth Reingaard var först gift med regissören Jesper Høm (1931–2000) med vilken hon fick sonen, fotografen Marc Reingaard Høm. Från 1987 var hon gift med advokat Per Neumann (född 1957) med vilken hon fick dottern, skådespelaren Helene Reingaard Neumann.

## Filmografi
- 1964 – Paradis retur
- 1965 – Mille, Marie og mig. Eller Giselle eller?
- 1966 – Dårfinkarnas paradis
- 1966 – Om ti minutter
- 1966 – Prinsessan och tiggarprinsen
- 1969 – Midt i en jazztid
- 1969 – Smil Emil
- 1970 – Stilla dagar i Clichy
- 1971 – Deadline
- 1971 – Vi besøger
- 1971 – Jonas
- 1972 – Farliga kyssar